# Phil Dowson
Philip David Acton Dowson (Guildford, 1º ottobre 1981) è un dirigente sportivo britannico, internazionale per l'Inghilterra nel rugby a 15, disciplina nella quale ha militato in Premiership inglese per 16 stagioni con 262 presenze.
Al 2023 è direttore sportivo del Northampton, club per il quale in precedenza è stato giocatore e, a seguire, allenatore.
Vanta inoltre 7 presenze internazionali con la partecipazione al Sei Nazioni 2012.

## Biografia
Formatosi come terza linea ala e terza centro e capace di ricoprire indifferentemente entrambi i ruoli, ebbe le sue prime esperienze professionali con Newcastle, club con cui si aggiudicò nel 2004 il primo trofeo della sua carriera, la coppa Anglo-Gallese vinta in finale su Sale Sharks.
Nelle sue due ultime stagioni a Newcastle fu capitano del club e, nel 2009, passò al neopromosso Northampton con cui raggiunse la finale di Heineken Cup 2011 persa contro Leinster dopo avere vinto, l'anno prima, la sua seconda personale Coppa Anglo-Gallese.
La carriera internazionale di Dowson è concentrata tra febbraio e giugno 2012, durante i quali disputò sette incontri per l'Inghilterra, tra cui tutti quelli del Sei Nazioni più due test match contro il Sudafrica durante il tour di metà anno.
Ancora con Northampton conseguì nel 2014 l'accoppiata campionato/coppa aggiudicandosi la Premiership e la Challenge Cup, alla cui conquista contribuì anche con una meta nel finale della gara per il titolo.
L'anno successivo si trasferì a Worcester in cui trascorse gli ultimi due anni della sua carriera agonistica che chiuse nel 2017 per tornare a Northampton come allenatore in seconda.
Dopo una sola stagione fu incaricato della guida tecnica degli avanti della squadra; analogo ruolo ricoprì, anche se per un solo incontro, nella nazionale inglese impegnata contro i Barbarians nel 2019; dal 2022 è direttore dell'area sportiva del Northampton.
È fondatore e dirigente di Nth Degree Imaging, società di Northampton specializzata in soluzioni grafiche.

## Palmarès
- Premiership: 1
Northampton: 2013-14
- Challenge Cup: 1
Northampton: 2013-14
- Coppe Anglo-Gallesi: 2
Newcastle: 2003-04
Northampton: 2009-10